# Protura
Los proturos (Protura)  son una clase y orden de artrópodos hexápodos, lo que les sitúa muy próximos a los insectos verdaderos (clase Insecta). Los proturos son de pequeño tamaño, miden típicamente alrededor de 1 mm (entre 0,5 y 2,5 mm), y son inconspicuos habitantes de la capa superficial del suelo, donde fueron observados y descritos para la ciencia por primera vez en 1907. Se conocen unas 750 especies.

## Descripción

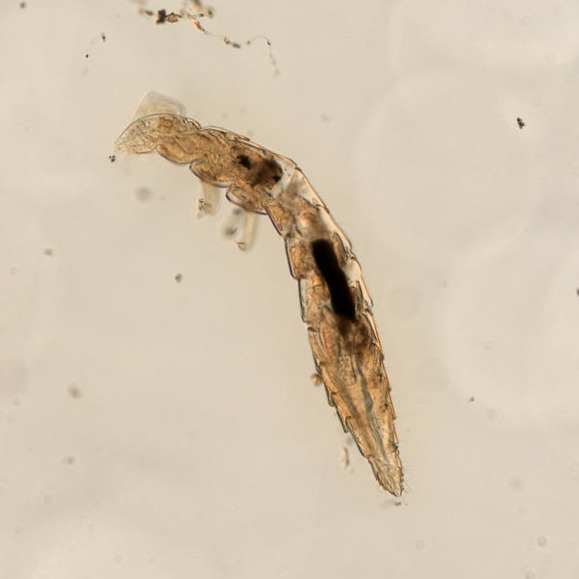
Gracilentulus nr. floridanus

Su anatomía es muy sencilla y con rasgos primitivos cuando se compara con la de los insectos. Dado su pequeño tamaño y su hábito subterráneo, es posible que parte de esa simplicidad se deba a alguna reducción secundaria, en particular la ausencia de antenas. Carecen de pigmentación, como es normal en animales que viven apartados de la luz.
La cabeza es esferoidal en su parte posterior y tiende a ser algo cónica en la anterior. Carecen de antenas y de ojos, y son entognatos (los apéndices bucales están encajados en la parte interior de la cabeza) como los otros grupos de hexápodos aparte de los insectos. Piezas bucales casi completamente cerradas, solo los extremos de las piezas bucales aparecen anteriormente. Presentan un par de "pseudoculi" (plural de pseudoculus, combinación de pseudo-, "falso", y oculus, "ojo") con función olfatoria o quimiosensorial. Piezas bucales delgadas, mandíbulas estiliformes, maxilas con galea y lacinia alargadas, labium apicalmente bilobado. Palmos maxilares 3-segmentados, palpo labial usualmente 1-segmentado
El tórax está formado por tres segmentos flexiblemente articulados, cada uno con un par de patas de cinco artejos terminadas en una sola uña. Las patas del  primer par son más vigorosas, dotadas de sedas (pelos) sensibles y las llevan adelantadas y levantadas, usándolos como órganos sensoriales, de manera que caminan habitualmente sobre cuatro patas nada más. En algunos (suborden Eosontomoidea) existen espiráculos en los segmentos segundo y tercero del tórax.
El abdomen presenta apéndices articulados, semejantes a pequeñas patas, en los primeros segmentos, un rasgo muy primitivo del que apenas quedan otros rastros en los hexápodos. Los proturos son anamórficos, es decir, nacen con menos segmentos que el adulto (9 en lugar de 11, contando el telson o último segmento). Esta característica, común en otros artrópodos, es absolutamente excepcional en los hexápodos. Normalmente hay cinco estadios (etapas de crecimiento) separadas por las correspondientes mudas.

## Ecología

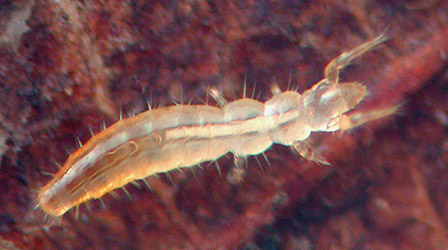
Protura

Aunque pequeños y difícilmente observables, son ubicuos en los suelos, sobre todo en los forestales y no muy ácidos, y sus poblaciones pueden alcanzar una notable densidad. También se han encontrado debajo de rocas o debajo de la corteza de los árboles. Algunos viven junto a la superficie, otros a 10 o 15 cm de profundidad y otros, por último, realizan una migración estacional, permaneciendo más cerca de la superficie en verano. Los que viven cerca de la superficie tienen patas más largas y tienden a presentar un solo ciclo anual de reproducción y crecimiento, mientras que los otros presentan extremidades más cortas y mantienen su actividad reproductora a lo largo del año.
No se sabe mucho sobre su alimentación, pero de la organización suctora (chupadora) de sus partes bucales se deduce que extraen fluidos de los restos orgánicos  de las hifas de los hongos, probablemente especializándose en las micorrizas.

## Clasificación y parentesco
Existen unas 750 especies en más de 70 géneros descritas de todo el mundo, repartidas entre dos subórdenes y 4 familias (hasta 8 en algunas clasificaciones).
- Suborden Eosentomoidea

Familia Eosentomidae
Familia Sinentomidae
- Suborden Acerentomoidea

Familia Acerentomidae
Familia Protentomidae
Se admite generalmente que están más estrechamente emparentados con los colémbolos, importantes miembros del edafón, que con ningún otro grupo. Con estos forman la superclase Ellipura.